# Cronologia media
La cronologia media (Middle chronology in inglese) è, fra i vari sistemi cronologici del Vicino Oriente antico basati sull'interpretazione della Tavoletta di Venere di Ammi-saduqa, quello che fissa il Regno di Hammurabi al periodo 1792-1750 a.C. ed il sacco di Babilonia da parte dell'imperatore ittita Muršili I al 1595 a.C.
L'epica impresa militare di Muršili I pose fine alla I dinastia babilonese, a cui appartenne anche Hammurabi. Dell'impresa militare ittita approfittarono i loro alleati Cassiti, che conquistarono la città e fondarono la dinastia che da loro prende il nome. Il sacco di Babilonia, riportato sia nelle cronache ittite sia in quelle babilonesi, costituisce un importante punto di raccordo fra le cronologie dei due popoli.
Mentre per l'Antico Egitto la combinazione di dati astronomici e dati storici permetteva già negli anni trenta del XX secolo una datazione assoluta piuttosto solida per tutto il II millennio a.C. (esattamente fino all'inizio del Medio Regno), per la Mesopotamia dati astronomici univoci non andavano più indietro del I millennio a.C., mentre la combinazione di dati astronomici e dati storici permetteva di avanzare date assolute per periodi antecedenti il 1400 a.C., di modo che per il periodo 1500-500 la cronologia è abbastanza precisa. Le diverse cronologie di cui la media fa parte interessano sostanzialmente la fissazione di date assolute per il periodo 2000-1500 a.C. e per il III millennio a.C. Esistono infatti delle lacune nella lista reale assira, la sequenza dinastica più lunga che si conosca per quest'area, e delle sovrapposizioni tra diverse dinastie babilonesi. Questi problemi di datazione producono uno iato che può essere interpretato come più o meno lungo: nel periodo 2500-1500 le differenze tra cronologie ammontano a qualche decina di anni. A proposito del XVI secolo a.C. si è a lungo parlato di una "età oscura", che precede il ricomparire di documentazione più cospicua all'inizio del Tardo Bronzo. La scelta di cronologie più o meno alte è anche associato a valutazioni di ordine culturale, con i sostenitori delle cronologie alte che esaltano gli elementi di discontinuità tra età paleo-babilonese e Tardo Bronzo, e i sostenitori delle cronologie basse a rimarcare gli elementi di continuità. L'evolversi della ricerca archeologica e storica ha parzialmente ridimensionato la portata di questa "età oscura", anche se resta evidente un rarefarsi della documentazione testuale, ad esempio tra età paleo-babilonese e avvento dei Cassiti: la documentazione cassita diventa evidente solo in età amarniana. C'è uno iato anche tra Ishme-Dagan e Ashur-uballit, e uno iato più contenuto tra Muršili I e Telipinu, mentre sembra accertato che il regno di Mitanni esistesse già ai tempi di Hattušili I.
I libri di testo utilizzano più frequentemente la cronologia media, che gode del maggiore assenso fra gli esperti e meglio si accorda con la cronologia radiocarbonica ed archeologica.
La proposta di una cronologia media è legata soprattutto al nome del professor Sydney Smith.

## Descrizione
Il calcolo della cronologia per i tempi antichi (oltre il 1500 a.C.) necessita dell'incrocio dei dati ottenuti da metodiche differenti (archeologia, datazione radiometrica, dendrocronologia, astronomia, filologia, storiografia e prosopografia). In particolare il metodo astronomico, per la cronologia mesopotamica, si basa su un calcolo relativo a un periodo di 56/64 anni determinato dalle informazioni sulle apparizioni del pianeta Venere riportate dalla Tavoletta di Venere di Ammi-saduqa e dalla registrazione (EAE 20 e 21) di due eclissi lunari risalenti al periodo archeologico Ur III. La prima presenta una serie più ampia di informazioni, ma contiene un certo numero di errori mentre la seconda, pur più precisa, contiene dati insufficienti per una datazione precisa.
Recenti dati dendrocronologici hanno evidenziato errori nella datazione al radiocarbonio (datazione radiometrica), legati al fatto che la concentrazione di 14C atmosferico non è stata costante nel corso dei millenni.

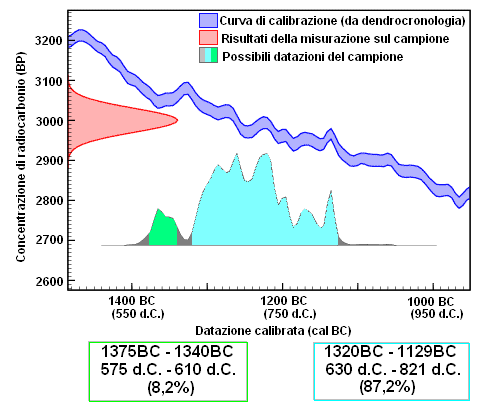
Esempio di datazione. In questo caso, il campione ha una data compresa tra il 1375 a.C. (1375BC) e l'1129 a.C. (1129BC) con il 95,4% di confidenza

 Questa constatazione ha reso necessario introdurre calibrazioni che hanno prodotto correzioni significative: un campione datato ±4133 a.C. (tardo Ubaid) secondo la classica registrazione lower half life viene corretto a ±5072 con la calibrazione (quindi una cronologia più lunga o alta di circa 900 anni) ma alcuni autori affermano che questi dati depongono a favore di cronologie basse. Dato che la distorsione sopradescritta è particolarmente evidente per le date antecedenti al II millennio, alcuni autori utilizzano una cronologia più lunga per gli anni più lontani (oltre il 3500 a.C.) e quella media per gli anni successivi.
I dati astronomici dedotti dalla Tavoletta di Venere sono compatibili con quattro diverse datazioni dell'inizio del Regno di Ammi-Saduqa corrispondenti alle quattro ipotesi cronologiche: cronologia alta (1702 a.C.), cronologia media (1646 a.C.), cronologia bassa (o breve; 1582 a.C.), cronologia ultrabreve (1550 a.C.).
Il problema posto dall'utilizzo delle cronologie brevi è che costringono ad una forte compressione delle cronologie ittita e siriana e che, ai periodi storici antecedenti al II millennio a.C., è necessario aggiungere un secolo o anche qualcosa di più, per riallinearli alla datazione radiometrica corretta (problema che in parte c'è, come abbiamo visto, anche adottando la cronologia media). Nessuno fino ad ora è stato in grado di calcolare con una certa precisione a quali periodi questo tempo debba essere aggiunto. Ne risulta che le date più antiche dal II millennio a.C. appaiano artificialmente brevi e compresse. La perdita di accuratezza per le date più antiche è considerato un sacrificio necessario per garantire maggiore accuratezza per le date più recenti da chi intende utilizzare le cronologie brevi.
Vari studiosi hanno sostenuto diverse cronologie negli anni recenti. Peter Huber, uno statistico del Massachusetts Institute of Technology, ha favorito la cronologia lunga, basandosi principalmente su dati astronomici disponibili attraverso le tavolette della serie Enuma Anu Enlil, numeri 20 e 21, che collegano eclissi descritte nel volume astronomico a eventi storici del periodo di Ur III, assieme alla tavoletta 63, la Tavoletta di Venere di Ammi-saduqa, assegnando le date di eclissi per il periodo antico-babilonese. Egli derivò altre fonti di dati sulle lunghezze dei mesi di Ur III e dell'antica Babilonia e i dettagli sulle eclissi accadiche.
Numerosi elementi delle teorie di Huber sono stati criticati da un insieme di studiosi, guidati da Hermann Gasche e Vahe Gurzadyan, sostenitori della cronologia ultrabreve, largamente basata sull'evidenza dei dati archeologici e, in particolare, su un uso più completo delle scoperte astronomiche. Gasche e Gurzadyan ritengono che solamente il ciclo di otto anni della tavoletta di Venere sia totalmente affidabile e di uso pratico.
Gli studi più recenti si basano ampiamente su maggiori dati sperimentali.
Di seguito si riporta una tabella che confronta alcuni eventi storici del Vicino Oriente, secondo diversi sistemi cronologici.
| Evento storico              | Cronologia ultralunga/ultraalta | Cronologia lunga/alta | Cronologia media | Cronologia breve/bassa | Cronologia ultrabreve/ultrabassa |
| --------------------------- | ------------------------------- | --------------------- | ---------------- | ---------------------- | -------------------------------- |
| Impero accadico             | ?                               | ?                     | 2334-2154 a.C.   | ?                      | 2200-2018 a.C.                   |
| Terza dinastia di Ur        | ?                               | 2161-2054 a.C.        | 2112-2004 a.C.   | 2048-1940 a.C.         | 2018-1911 a.C.                   |
| Prima dinastia di Isin      |                                 | ?                     | 2017-1793 a.C.   | ?                      | 1922-1698 a.C.                   |
| Prima dinastia di Babilonia | ?                               | 1950-1651 a.C.        | 1894-1595 a.C.   | 1830-1531 a.C.         | 1798-1499 a.C.                   |
| Regno di Hammurabi          | 1933 - 1890 a.C.                | 1848-1806 a.C.        | 1792-1750 a.C.   | 1728-1686 a.C.         | 1696-1654 a.C.                   |
| Regno di Ammi-Saduqa        | ?                               | 1702-1682 a.C.        | 1646-1626 a.C.   | 1582-1562 a.C.         | 1550-1530 a.C.                   |
| Caduta di Babilonia         | 1736 a.C.                       | 1651 a.C.             | 1595 a.C.        | 1531 a.C.              | 1499 a.C.                        |